# Vesna Kesić
Vesna Kesić (London, 20. travnja 1948. – Zagreb, 27. prosinca 2020.) bila je hrvatska novinarka i feministica.

## Karijera
Vesna Kesić je rođena u Londonu 1948. godine. Diplomirala je psihologiju i sociologiju  na Filozofskom fakultetu u Zagrebu, dok se novinarskim tekstovima isticala u jugoslavenskim tjednicima Start, Nedjeljna Dalmacija, Danas, Mladina i Nin. Premda društveno aktivna i u prijeratnom razdoblju, puni angažman ima početkom devedesetih godina 20. stoljeća.
Jedna je od suosnivačica Građanske inicijative za slobodu javne riječi, Centra za žene žrtve rata – Rosa, Grupe za ženska ljudska prava i B.a.B.e. Poznata je i kao jedna od tzv. Vještica iz Rija iz nepotpisanog teksta Slavena Letice, objavljenog u Globusu, gdje je protiv nje, Dubravke Ugrešić, Rade Iveković, Slavenke Drakulić i Jelene Lovrić pokrenuta medijska hajka zbog manjka domoljublja.
Tijekom 1990-ih sustavno se bavila pitanjima ratnih silovanja tako da je s temom konstrukcije spola i etniciteta u ratovima u Jugoslaviji i njihovom utjecaju na motivaciju ratnog nasilja magistrirala na New School for Social Research u New Yorku. Novinarstvom se nastavila baviti pišući kao slobodnjakinja najčešće za alternativne medije, kao što je svojedobno bio ARKzin, te kasnije za razne neprofitne medijske portale. Neko je vrijeme radila kao medijska savjetnica u tek uspostavljenom Uredu pravobraniteljice za ravnopravnost spolova, no njezin aktivistički nerv nije joj dopustio da se dugo zadrži u institucionalnim strukturama iako je i sama, iz zagovaračke pozicije ženskih civilnih inicijativa, sudjelovala u njihovom stvaranju. Bila je pokretačica alternativne nagrade grada Zagreba Nada Dimić.
Nije bila sasvim načisto sa svojim javnim identitetom: novinarka, publicistkinja, aktivistica ili istraživačica, ali sve je više vjerovala da su te stvari ionako neodvojive.
Preminula je u Zagrebu 27. prosinca 2020. godine.

## Nagrada „Vesna Kesić“
Fond za druge od 2021. godine svake godine dodjeljuje nagradu za istraživačko novinarstvo „Vesna Kesić“ kojom se odaje priznanje hrabrom, otvorenom i kritičkom novinarstvu. 
Nagrade su dobili:
- Danka Derifaj, 2021.
- Tamara Opačić, 2022.
- Hrvoje Šimičević, 2023.
- Drago Hedl, 2024.
- Melita Vrsaljko, 2025.

## Vanjske poveznice
- In memoriam: Vesna Kesić (1948-2020)